# Otón de Moncada i de Luna
Otón de Moncada i de Luna (né en 1390 à Seròs en Espagne, et mort le 20 février 1473 à Tortosa) est un pseudo-cardinal espagnol du XVe siècle.

## Biographie
Otón de Moncada i de Luna est prévôt de Valence et est nommé évêque de Tortosa en 1415 par l'antipape Benoît XIII. Après l'élection du pape Martin V, Moncada fait partie de la délégation pour demander à l'antipape Benoît XIII de résigner, mais l'antipape refuse et Moncada abandonne l'antipape. Il participe au concile de Tortosa, lors duquel le schisme est fini. En 1434 Moncada est transféré au diocèse de Tarragone, mais le transfert ne prend pas lieu.
Moncada participe au concile de Bâle et y est très actif. Il est notamment plusieurs fois collator beneficiorum, pénitencier apostolique et camérier (chef du ministère des finances). Moncada est un des évêques, qui élisent l'antipape Félix V.
L'antipape Félix V le crée cardinal lors du consistoire du 2 octobre 1440. Le cardinal Moncada préside deux sessions générales du concile de Bâle en 1441. Il renonce au cardinalat en 1445 pour le pape Eugène IV.